# Декоративна копривка
Декоративните копривки (Solenostemon scutellarioides) са вид растения от семейство Устноцветни (Lamiaceae). Те са многогодишни, а заради оцветените си листа са популярно декоративно растение. Произлизат от Югоизточна Азия.